# Les Villettes (België)

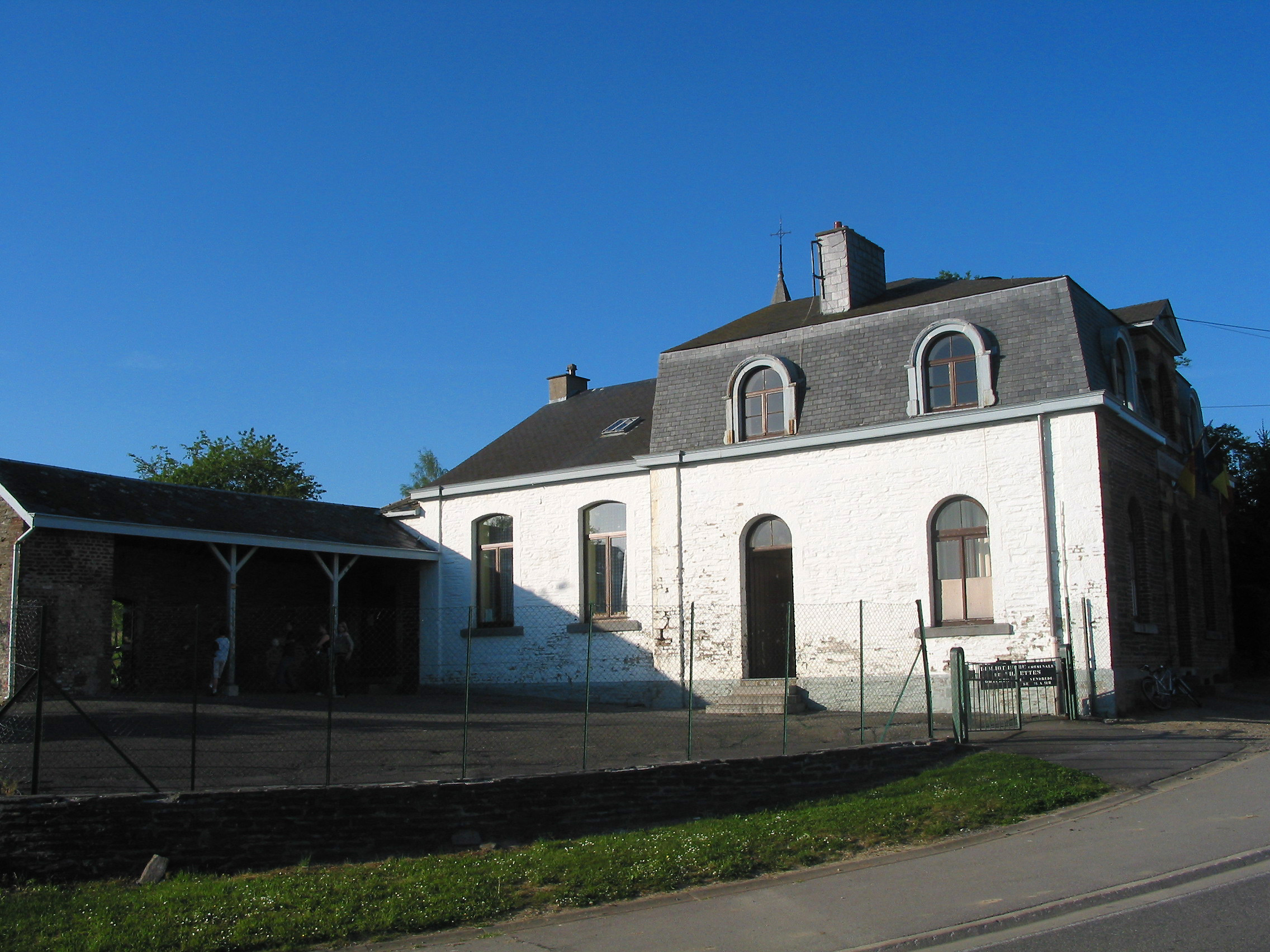
De oude gemeenteschool van Villettes.

Les Villettes is een dorp in deelgemeente Bra van de Belgische provincie Luik in de gemeente Lierneux.
Deelgemeenten: Arbrefontaine · Bra · Lierneux

Overige plaatsen: Amcômont · Baneux · La Chapelle · Erria · La Falize · Floret · Gernechamps · Grand-Heid · Grand-Sart · Hierlot · Jevigné · Lansival · Menil · Odrimont · Petit-Sart · Reharmont · Trou-de-Bra · Verleumont · Villettes

Belgische gemeenten · arrondissement Verviers · provincie Luik · Wallonië